# موغنس راسموسن
موغنس راسموسن (بالدنماركية: Mogens Rasmussen Juul)‏ هو مجدف دنماركي، ولد في 18 يناير 1953.

## وصلات خارجية
- موغنس راسموسن على موقع الاتحاد الدولي للتجديف (الإنجليزية)
- موغنس راسموسن على موقع أوليمبيديا (الإنجليزية)